# Рейвенклов

Герб факультету

Кольори Рейвенклову

Рейвенклов (англ. Ravenclaw) — один з чотирьох гуртожитків школи чарів та чаклунства Гоґвортс у серії романів про Гаррі Поттера, названий на честь однієї з засновниць школи — Ровени Рейвенклов.
- Особливі риси учнів цього гуртожитку: розум, проявлений у навчанні, неабияка начитаність, консервативність поглядів, переконань, дотепність у розмовах, творчість у чарівних проєктах та життєва мудрість взагалі. Самі ж рейвенкловці часто саркастичні, але не цинічні, на відміну від так вже добре нам знайомих слизеринців. Ні з ким не ворогують, але й нікого не мають за особливих товаришів. Самі по собі, але не нудні й не самотні. Не ліниві, але й не працелюбні. Щось середнє між усім, у всьому шукають золоту середину, зовсім не амбітні. Навчаються прекрасно, але собі ставлять життєву мудрість вище за знання з трансфігурації, наприклад.
- Засновник: Ровена Рейвенклов (англ. Rowena Ravenclaw)
- Декан: викладач заклинань, професор Філіус Флитвік (англ. Filius Flitwick)
- Примара: Гелена Рейвенклов — Сіра Пані (англ. The Grey Lady)
- Символ: орел (ворон у серії фільмів)
- Кольори: синій і бронзовий (синій і срібний у серії фільмів)
- Характеристика Сортувального капелюха::

Старенький добрий Рейвенклов
Дарує щедро всім знання.
Хто мудрість цінить, той знайде
Там шану, честь і визнання.
- Розміщення: Рейвенкловська вежа, яка розташована в західній частині замку. Входом служать двері на вершині звивистих сходів, що введуть вгору з п'ятого поверху. Двері не мають ручки чи магічної картини, натомість вони обладнані розмовляючим бронзовим молотком у формі орла. Замість того, щоб запитувати стандартний пароль, орел загадує вам загадку. Щоб увійти у вітальню, потрібно правильно її відгадати.

Цікаво, що навіть рейвенкловці не мають відповіді на загадки, а якщо студент іншого факультету дасть правильну відповідь, орел пропустить і його.
- Вітальня: оздоблена в рейвенкловських тонах. Кімната кругла, дуже велика, з блакитними гардинами й м'якими кріслами, стінами з елегантними вікнами-арками, з яких відкривається чудовий краєвид на навколишні гори, куполоподібною стелею, на якій зображено зоряне небо, і білою мармуровою статуєю Ровени Рейвенклов в діадемі у повний ріст.

## Відомі Рейвенкловці
| Роки навчання   | Рейвенкловці |
| --------------- | --- |
| 11 століття     | Ровена Рейвенклов |
| 11 століття     | Гелена Рейвенклов |
| (роки невідомі) | Філіус Флитвік |
| 1943            | Міртла Воррен |
| 1990-ті роки    | С. Фосет Бредлі (чол.) Чамберс |
| 1988-1994 роки  | Пенелопа Клірвотер |
| 1989-1995 роки  | Роджер Дейвіс |
| 1991-1997 роки  | Едді Кармайкл Чо Чанґ Марієтта Еджком                                                                                              |
| 1991-1998 роки  | Террі Бут Менді Броклхарст Майкл Корнер Стефен Корнфут Кевін Енсвісл Ентоні Гольдштейн Су Лі Мораг МакДугл Падма Патіл Ліза Турпін |
| 1992-1999 роки  | Луна Лавґуд |
| 1994-2001 роки  | Стюарт Екерлі Орла Кверк |